# Josep Maria Baget Herms
Josep Maria Baget Herms (Barcelona, España, 29 de febrero de 1944 - id., 8 de septiembre de 2004) fue un periodista español. Considerado uno de los mejores críticos de televisión en España, fue el
pionero de este género en el país.

## Biografía
Licenciado en Filosofía y Letras y doctor en Ciencias de la Información por la Universidad Autónoma de Barcelona, desde 1980 fue profesor titular de teoría y análisis de la televisión en la Facultad de Ciencias de la Comunicación de dicha universidad. Desde 1995 fue también profesor titular de Historia y géneros de la televisión en la Universidad Pompeu Fabra.
Durante 26 años, desde noviembre de 1978 y hasta fallecer, trabajó como crítico televisivo para La Vanguardia, donde creó la sección La guía del espectador inquieto. Anteriormente, había colaborado en otras publicaciones como Imagen y Sonido, Serra d'Or, Oriflama, Canigó, Gaceta Ilustrada, Diario 16, Teleprograma y El Correo Catalán.
Paralelamente, realizó una destacada labor como historiador del medio televisivo, con la publicación de obras como Televisión, un arte nuevo (1965), 18 años de TVE (1975), Historia de la televisión en España 1956-1975 (1993), Història de la televisió a Catalunya (1994), Quaranta anys de televisió a Catalunya: 1959-1999 (1999) o La Nostra: vint anys de TV3 (2003), entre otras.
Falleció con sesenta años, el 8 de septiembre de 2004, a causa de una dolencia cardiaca que sufría desde su niñez.

## Obras
- Televisión, un arte nuevo (1965). ISBN 84-321-1189-9
- 18 años de TVE (1975) ISBN 84-85205-00-6
- La televisió a la Catalunya autònoma, con otros autores (1981). ISBN 84-297-1692-0
- L'Europa del telefilm. ERI/RAI, 1987.
- Historia de la televisión en España 1956-1975 (1993). ISBN 84-87799-02-7
- Història de la televisió a Catalunya (1994). ISBN 84-393-3021-9
- Quaranta anys de televisió a Catalunya: 1959-1999 (1999). ISBN 84-7306-580-8
- "La Nostra" : vint anys de TV3 (2003). ISBN 84-8437-621-4